# Markéta Pilátová
Markéta Pilátová (* 1. února 1973 Kroměříž) je česká spisovatelka, hispanistka a novinářka.

## Život
Po maturitě na kroměřížském gymnáziu v roce 1991 studovala romanistiku a historii na Filozofické fakultě Univerzity Palackého v Olomouci. Po ukončení studia zde pracovala šest let jako odborná asistentka. Od roku 2007 do roku 2008 pracovala jako vedoucí zahraniční redakce týdeníku Respekt.
Poté odcestovala do Argentiny a do Brazílie: pět let pobývala v brazilském státě Mato Grosso do Sul, v São Paulu a v Buenos Aires, kde učila potomky českých krajanů, kteří emigrovali z Československa do Brazílie a Argentiny.
V mnoha českých médiích (např. Respekt, Lidové noviny, kulturní příloha Práva Salon) publikuje eseje, zahraničně-politické články, reportáže, recenze, povídky a autorské sloupky. Píše rovněž povídky pro rozhlasovou stanici Vltava a písňové texty pro zpěvačku Moniku Načevu. V současnosti pracuje v Institutu Cervantes v kulturním oddělení. Je vdaná, bydlí v Praze a ve Velkých Losinách.

## Dílo
Pobyt v Brazílii a Argentině ji inspiroval k prozaickému debutu, románu Žluté oči vedou domů, který byl nominován na cenu Magnesia Litera a Cenu Josefa Škvoreckého, v roce 2010 byl přeložen do němčiny a portugalštiny, v roce 2011 do polštiny, v roce 2012 se připravují překlady nizozemštiny a španělštiny. V roce 2009 jí vyšel druhý román Má nejmilejší kniha, rovněž nominovaný na cenu Magnesia Litera a Cenu Josefa Škvoreckého. Rozdíl mezi dvěma romány zmiňovala autorka v jednom z rozhovorů: Zatímco první román pojednává o hledání kořenů domova a je více autobiografický, v druhém románu už se autorka neptá, co všechno ještě český čtenář snese a zda je příběh uvěřitelný. Je o hledání kořenů Zla.
Specifický vypravěčský styl Markéty Pilátové můžeme srovnávat s narativními tendencemi moderní světové literatury. Autorka ve svých textech poukazuje na současný svět, její výpověď o něm je prostupována prostřihy do vzdálenějších časových údobí.

### Tvorba pro děti
Markéta Pilátová se věnuje také tvorbě pro děti. V roce 2009 jí vychází knížka Víla Vivivíla a stíny zvířat. O rok později vydala další dvě knihy pro děti. První z nich je Kiko a tajemství papírového motýla, nominována na cenu Magnesia Litera, druhou je pokračování příběhů víly Vivivily Víla Vivivíla a piráti jižního moře.
V létě 2011 publikovala první sbírku poezie Zatýkání větru. Verše Markéty Pilátové jsou inspirovány životem v Brazílii a ve Španělsku. Některé básně ze sbírky se staly textovou předlohou pro písně Moniky Načevy.
Napsala první původní českou pohádku o klukovi se dvěma mámami, kterou pojmenovala Jura a lama. Kniha s ilustracemi Dory Dutkové vyšla v květnu 2012 za podpory Slovensko-českého ženského fondu v rámci projektu za zviditelnění stejnopohlavních rodin a dětí v nich.

### Překlady
Ze španělštiny přeložila v roce 2001 román mexické spisovatelky Normy Lazo Věřící. Mezi její další překladatelské činnosti patří kniha Ricarda Linierse Macanudo z roku 2010.

## Přehled děl

### Beletrie
- Žluté oči vedou domů. Praha: Torst, 2007. 158 s. ISBN 978-80-7215-314-5.
  - německy jako: Wir müssen uns irgendwie ähnlich sein. St. Pölten: Residenz, 2010. Přel.: Michael Stavarič.
  - portugalsky jako: Olhos de Loba. São Paulo: Annablume, 2010.
  - italsky jako In qualcosa dovremmo pur somigliarci, 2018
  - polsky jako Żółte oczy prowadzą do domu, 2011 ISBN 978-83-928051-6-8
- Má nejmilejší kniha. Praha: Torst, 2009. 272 s. ISBN 978-80-7215-371-8.
- Víla Vivivíla a stíny zvířat. Praha: NLN, Nakladatelství Lidové noviny, 2009. 68 s. ISBN 978-80-7422-000-5.
- Kiko a tajemství papírového motýla. Praha: Meander, 2010. 67 s. ISBN 978-80-86283-81-4.
- Víla Vivivíla a piráti jižního moře. Praha: NLN, Nakladatelství Lidové noviny, 2010. 84 s. ISBN 978-80-7422-066-1.
- Jura a lama. Praha: Nakladatelství LePress, 2012. 64 s. ISBN 978-80-904193-3-9.
- Tsunami blues, Torst, 2014. 304 s. ISBN 978-80-7215-474-6[13]
- Kulaté rámy slov, Pavel Ševčík – Veduta, 2015. 124 s. ISBN 978-80-86438-59-7
- Hrdina od Madridu, Pikador Books, 2016. 74 s. ISBN 978-80-905879-1-5
- Kiko a tulipán, Meander, 2016. 72 s. ISBN 978-80-87596-89-0
- S Baťou v džungli, Torst, 2017. 264 s. ISBN 978-80-7215-539-2
  - polsky jako Z Bat'ą w dżungli, 2019 ISBN 9788364887734

- Senzibil, Torst, 2020. 320 s. ISBN 978-80-7215-596-5
  - polsky jako Ciemna strona, 2023 ISBN 9788365707581

### Poezie
- Zatýkání větru. Praha: Větrné mlýny, 2011. 78 s. ISBN 978-80-7443-034-3.

### Překlady
- Norma LAZO: Věřící. Praha: One Woman Press, 2001.
- Ricardo LINIERS: Macanudo. Praha: Meander, 2010.

## Rozhlasové zpracování díla
- 2009 Příběhy z konce světa, sedm povídek z Latinské Ameriky, Připravil a hudbu vybral Jiří Vondráček. Účinkují Andrea Elsnerová a Roman Zach. Režie Aleš Vrzák, Český rozhlas.[14]